# London Roar
El London Roar (en español: Rugido de Londres) es un equipo británico de natación profesional, que participa en la Liga Internacional de Natación. Tiene sede en la ciudad de Londres y se fundó en 2019.

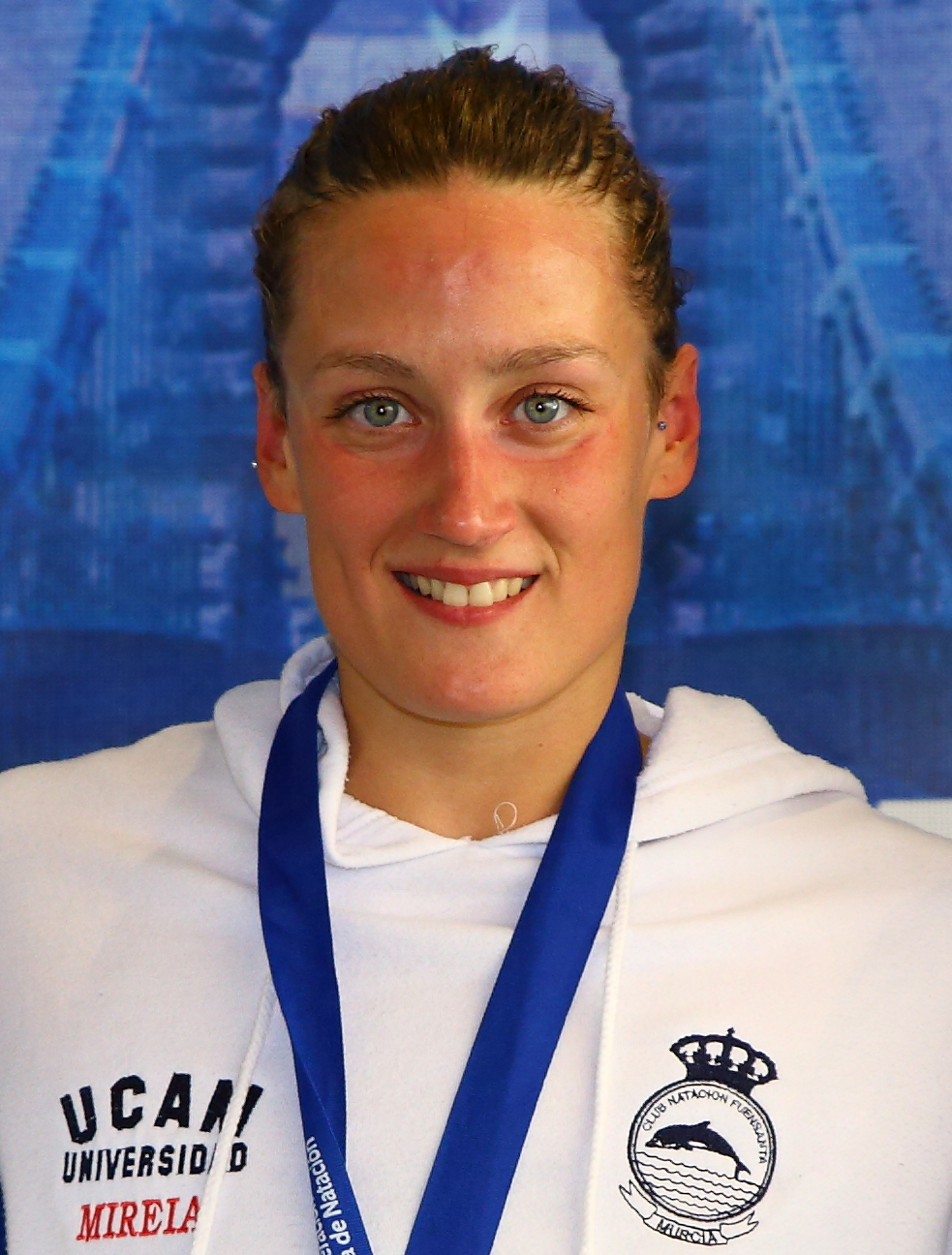
Mireia Belmonte, nadadora del equipo.

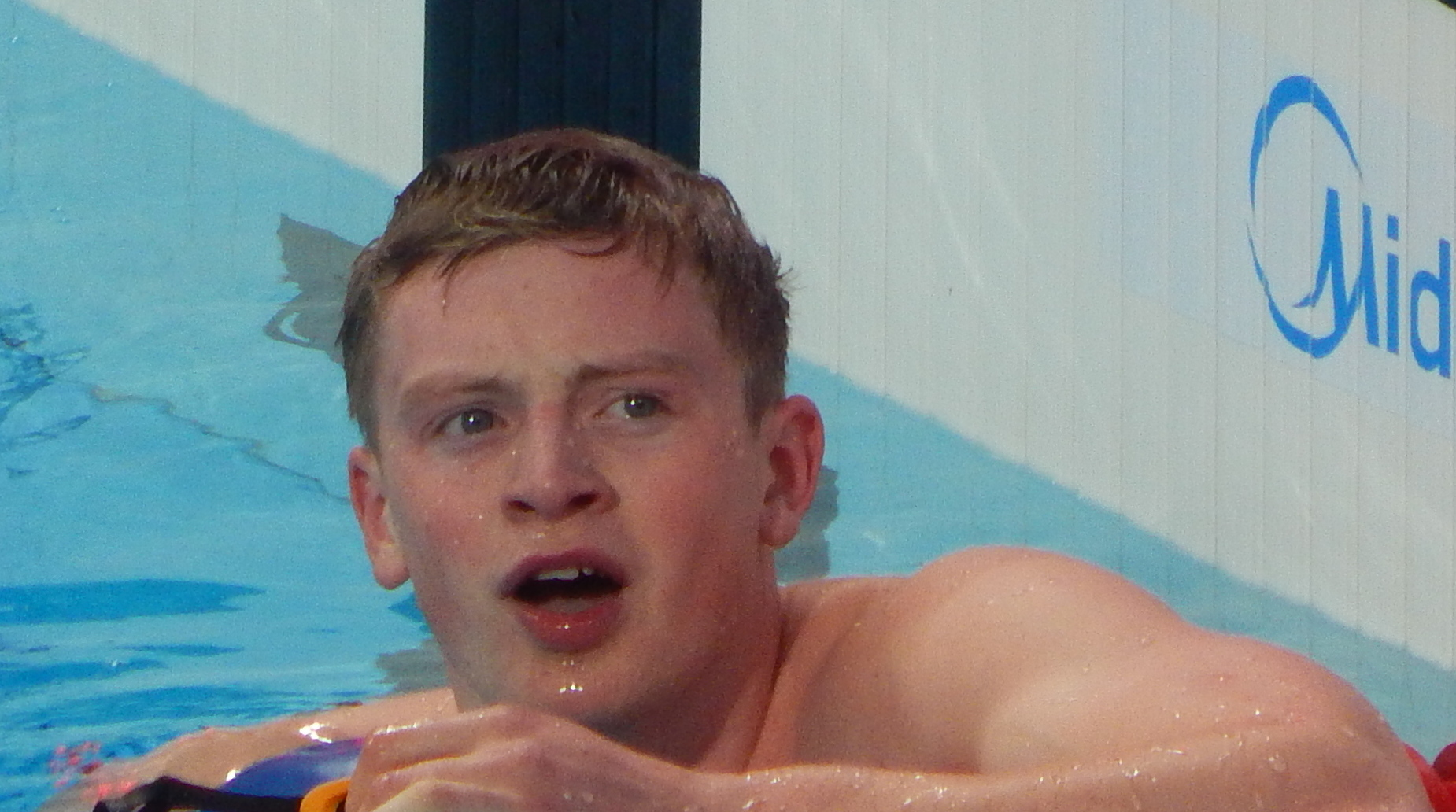
Adam Peaty es el capitán masculino.

## Historia
La franquicia es una de las fundadoras de la ISL, habiéndose formado en marzo de 2019. Entrena y compite en el modernísimo Centro Acuático de Londres.
Londres fue sede de la sexta fecha en la temporada inaugural, llegaron a la final en Las Vegas y terminaron segundos, detrás de los franceses Energy Standard. Desde entonces mantienen un animado derbi.
Debido a la pandemia de COVID-19 se restringieron sedes y toda la temporada 2020 se llevó a cabo en la ciudad de Budapest, utilizando durante el torneo la Arena Danubio. London Roar terminó tercero en la final.
Los miembros del equipo: Adam Peaty rompió el récord mundial de 100 m pecho en dos ocasiones y la neerlandesa Kira Toussaint rompió el récord mundial de 50 m espalda en las semifinales.

## Plantel 2021
Se indica solo el estilo más destacado del nadador.

### Mujeres
| Nadadora               | Edad    | Estilo   |
| ---------------------- | ------- | -------- |
| Mireia Belmonte        | 34 años | Mariposa |
| Annie Lazor            | 30 años | Pecho    |
| Siobhan-Marie O'Connor | 29 años | Medley   |
| Sydney Pickrem         | 27 años | Medley   |
| ?                      | 34 años | ?        |

### Varones
| Nadador         | Edad    | Estilo |
| --------------- | ------- | ------ |
| Guilherme Guido | 38 años | Medley |
| Adam Peaty      | 30 años | Pecho  |
| ?               | 34 años | ?      |

## Desempeño
- Subcampeones en 2019.
- Tercer lugar en 2020.